# 赫爾松港
赫爾松港（烏克蘭語：Херсонський морський порт）是乌克兰赫尔松州 赫尔松市的港口，並位於第聂伯河的三角洲。
海港的停泊線為1.5公里（10個泊位），深度為9.6米。該港口由赫尔松港的火車站提供服務。該港口的區域共有7條鐵路軌道，總長度為3.2公里。該港口也有一條高速公路在附近。
2016年，赫爾松港的貨物周轉量為370萬噸，而港口的最高容量為每年800萬噸。
2022年5月，俄軍在赫爾松戰役戰勝後佔領了該港口，到6月15日，俄方重開了該港口。
2023年8月，烏克蘭政府批准了港口管理的重組，赫爾松港變為由尼古拉耶夫市的奧利維亞港所管轄。
2023年11月，烏軍解放赫爾松，烏克蘭因此恢復對該港口的控制。

## 外部鏈接
- Ukrmorrichflot 国家管理局网站
- 赫尔松港